# (37275) 2000 XF43
2000 XF43 (asteroide 37275) é um asteroide da cintura principal. Possui uma excentricidade de 0.17400160 e uma inclinação de 15.78729º.
Este asteroide foi descoberto no dia 5 de dezembro de 2000 por LINEAR em Socorro.